# An Amzer
An Amzer fou una revista escrita totalment en bretó i d'aparició setmanal fundada i dirigida per Mark Decambourg. Durà dos anys i assolí una xifra de 350 subscriptors. Sense mitjans de professionalització i de desenvolupament, originà dos petits projectes, Heklev i An Imajer, que desaparegueren paviat. El mateix any aparegueren les revistes en bretó Al Lanv i Bremañ que han perdurat, mentre que Planedenn desaparegué alguns anys més tard.